# Phenix City
Phenix City – miasto w Stanach Zjednoczonych, w stanie Alabama, siedziba administracyjna hrabstwa Russell.

## Demografia
W 2008 liczyło 31 268 mieszkańców. W 2023 liczba mieszkańców wzrosła do 38 441 osób, a gęstość zaludnienia do 599,7 osoby/km².